# Sin ton ni Sonia
Sin ton ni Sonia es una película de comedia mexicana de 2003 escrita y dirigida por Carlos Sama, y protagonizada por Cecilia Suárez, Mariana Gajá, José María Yazpik, Juan Manuel Bernal y Sasha Sokol. Es la ópera prima de Sama, además del debut cinematográfico de las actrices, Cecilia Suárez y Mariana Gajá, quienes han desarrollado la mayor parte de su trayectoria en teatro y televisión. Originalmente fue un cortometraje filmado con Sasha Sokol, esta última fue reemplazada por Suárez para el largometraje.

## Argumento
Orlando, un neurótico director de doblajes de series de televisión, vive con Sonia, una mujer en búsqueda de la paz interior. Sofocado por su amor, Orlando no es capaz de descifrar la complicidad del lenguaje de la vida en pareja de los jóvenes y va de flor en flor revelando su incapacidad de estar solo. Mauricio ama y al mismo tiempo desprecia a Rene, la cual está cansada de que Mauricio prefiera el ciberespacio, por lo que le abandona una vez más. La dura realidad del mundo de estos jóvenes contrasta con la historia de Mamá Rosa una encantadora viejecita enfermera que encuentra su verdadera vocación como asesina en serie dedicada a destruir parejas felices. 

## Reparto
- Cecilia Suárez como Renée.
- José María Yazpik como Mauricio.
- Juan Manuel Bernal como Orlando.
- Tara Parra como Mamá Rosa.
- Mariana Gaja como Sonia.
- René García como Javier.
- Alejandra Bogue como «la Cuerva».
- Luis Couturier como «Potro».
- Úrsula Pruneda como Catherine.
- Joaquín Cosío como Coronel Astorga.
- Silverio Palacios como Cabo Rodríguez.
- Byron Thames como John.
- Blake Gibbons como Mike.

## Banda sonora

### Lista de temas
- Orlando - Juan Manuel Bernal (00:06)
- Flying Bogaloo - Lost Cheivs (02:40)
- Sonia - Panteón Rococó (03:45)
- Esclavo y amo - Los Pasteles Verdes (03:22)
- La dele - Lost Cheivs (01:18)
- Mauricio - José María Yazpik (00:07)
- Viaje submarino (20,000 LEAGUES) - Los Apson (02:26)
- Mexicana y Flamenca - Comparsa Universitaria de la Laguna (02:21)
- Tu llegaste cuando menos te esperaba - Leo Dan (03:18)
- Jinetes en el cielo - Los Babys (02:23)
- Orlando - Juan Manuel Bernal (00:08)
- SONIA - Benny Ibarra (02:43)
- Mamy - Hermanas Navarro (01:57)
- Conserje Español - Ignacio Casas (00:10)
- Brillo de sol - Los Dug Dug's (03:27)
- Cabello negro - Pérez Prado y su Orquesta (02:25)
- Orlando - Juan Manuel Bernal (00:09)
- La niña Bu (RING DAN DOO) - Los Matemáticos (02:14)
- Intendente de Comics - Sergio Ramos (00:13)
- Felicidad - Los Dug Dug's (04:11)
- El Cabo Rodríguez - Silverio Palacios (00:04)
- Concierto para Bongo - Pérez Prado (02:15)
- René / Orlando - Cecilia Suárez y Juan Manuel Bernal (00:07)
- Adonde tu vayas - Pájaro Alberto y su Conjunto Sacrosaurio (04:29)
- No te asustes (Es solo vivir) - Los Dug Dug's (03:50)
- La rubia y el Demonio - Panteón Rococó (04:07)
- Orlando - Juan Manuel Bernal (00:27)
- El escritor - Salim (02:47)
- Horrible despertar - Salim (01:41)
- Hombres sin memoria - Salim (02:13)
- Sonia - Los Razos (02:50)